# Gouinia gracilis
Gouinia gracilis är en gräsart som beskrevs av Erik Leonard Ekman. Gouinia gracilis ingår i släktet Gouinia och familjen gräs. Inga underarter finns listade i Catalogue of Life.